# Fredrik Wilhelm Linck

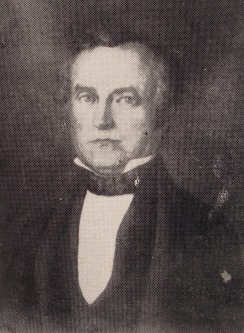
Fredrik Wilhelm Linck.

Fredrik Wilhelm Linck, född 12 december 1805, död 4 augusti 1872 i Söderhamn, var en svensk borgmästare. Han var far till Josef Linck.
Linck, som var vice häradshövding, efterträdde 1842 Olof Hambræus (1761–1841) som borgmästare i Söderhamns stad, en befattning vilken han innehade till sin död. Han var ordförande i hantverkssocieteten i staden 1837–1855 och var tillsammans med magister Johan Hamberg initiativtagare till den 1857 bildade Söderhamns sångförening.